# Struga
Pour les articles homonymes, voir Struga (homonymie).
Struga (en macédonien : Струга ; en albanais : Strugë) est une commune et une ville du sud-ouest de la Macédoine du Nord. Elle se trouve sur la rive nord du lac d'Ohrid, à l'endroit où le Drin noir s'en échappe pour rejoindre la mer Adriatique en Albanie. La commune comptait 65 375 habitants en 2002 et couvre 483 km2. La ville en elle-même comptait 16 559 habitants, le reste de la population étant réparti dans les villages alentour.
Struga est une grande destination touristique macédonienne en raison de sa situation sur le lac et de ses richesses culturelles et historiques. La plupart de ses revenus proviennent ainsi du tourisme et la commune a profité de la proximité d'Ohrid, capitale touristique de la Macédoine du Nord, pour créer en 1962 son festival de poésie, les Soirées poétiques de Struga.

## Géographie

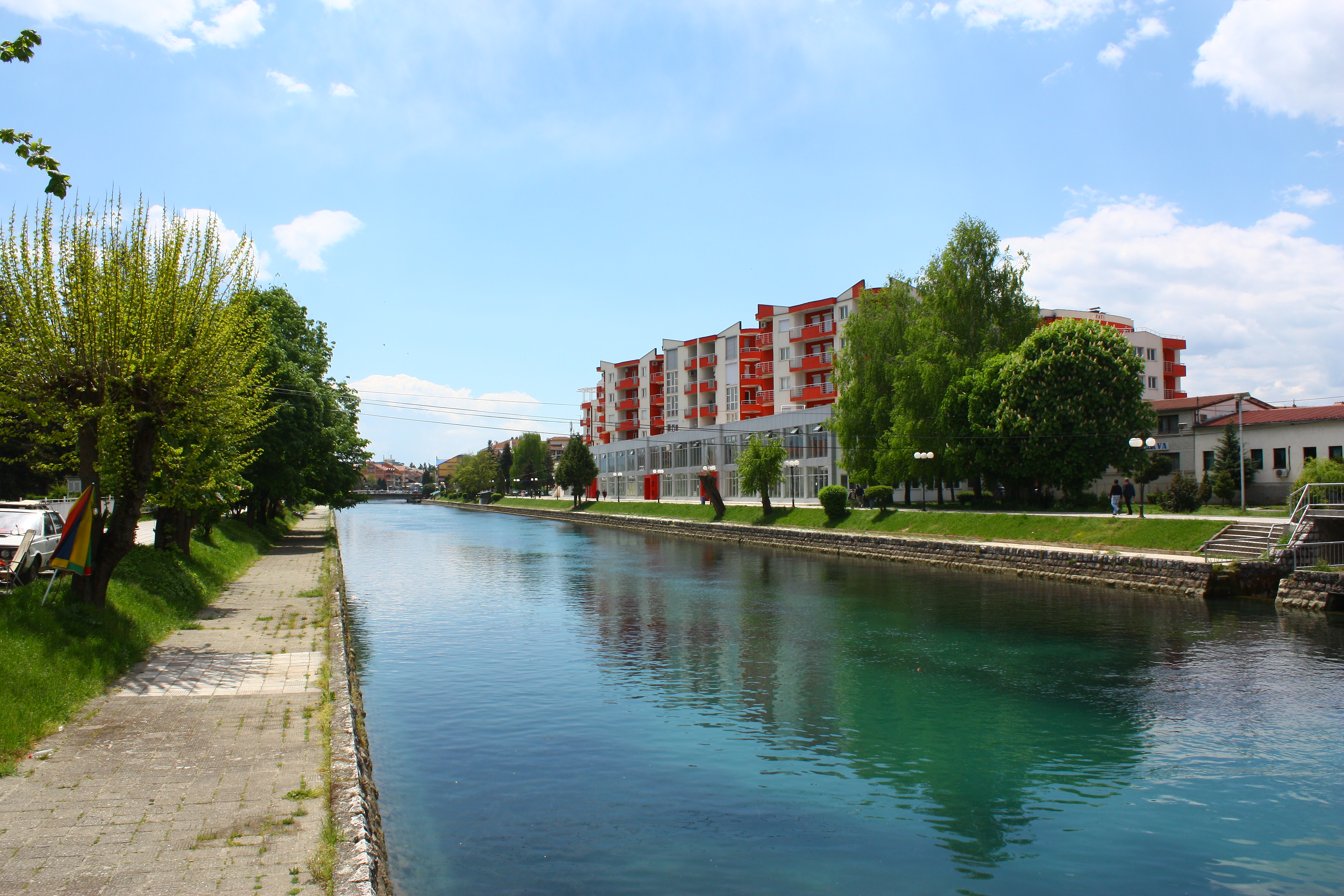
Le Drin noir dans la ville.

La commune de Struga s'étend dans la vallée éponyme, tournée vers le lac d'Ohrid et bordée par les monts Jablanica à l'ouest, le mont Mokra à l'est et le mont Karaorman au nord. Cette vallée est parcourue par le Drin noir, qui s'échappe du lac et parcourt ensuite le nord de l'Albanie avant de se jeter dans la mer Adriatique. L'espace situé sur les pentes de la Jablanica fait partie de la région historique du Drimkol.
La route européenne 852, qui relie Tirana à Bucarest, relie Struga à Ohrid et à son aéroport, le deuxième du pays par la taille.
Struga possède un climat continental modéré, plutôt chaud. En été, la température moyenne atteint ainsi les 26,4 °C et le thermomètre atteint parfois les 33 °C. La commune jouit de 240 jours d'ensoleillement par an.
La commune est bordée à l'ouest par l'Albanie, au nord par Centar Župa, à l'est par Debrca ; la commune de Vevčani, la plus petite de Macédoine du Nord, se trouve presque enclavée dans celle de Struga, elle aussi est limitrophe de l'Albanie. La commune compte de nombreux villages en plus de la ville de Struga. Il s'agit de Bezovo, Bidjevo, Bogoytsi, Boroets, Brtchevo, Bourinets, Velechta, Vichni, Vranichté, Globotchitsa, Gorna Belitsa, Gorno Tatechi, Dolna Belitsa, Delogojdi, Dobovyani, Dolno Tatechi, Draslaytsa, Drenok, Zagratchani, Zbajdi, Yablanitsa, Kalichta, Korochichta, Labuništa, Lakaïtsa, Livada, Lojani, Lokov, Loukovo, Mali Vlay, Mislechevo, Mislodejda, Modritch, Moroïchta, Nerezi, Novo Selo, Oktisi, Radojda, Radolichta, Frangovo, Choum, Piskoupchtina, Podgortsi, Pooum, Prisovyani, R'janovo, Seltsi, Tachmarounichta, Toska et Djepin.

## Histoire

### Origines
Les premières traces d'occupation humaine sur la commune de Struga remontent au Néolithique. Des pêcheurs vivaient alors sur les rives du lac d'Ohrid, sur lesquelles on a retrouvé des hameaux remontant à 3000 av. J-C. Des outils en pierre et en os, ainsi que des armes, ont été retrouvés dans cette zone.

### Antiquité
Au début de l'Antiquité, un village se forme sur le Drin noir, il est baptisé Enhalon, ce qui signifie « anguille ». Les anguilles sont une des espèces les plus représentatives du lac d'Ohrid et du Drin noir, qu'elles empruntent pour rejoindre la mer des Sargasses, où elles vont pondre. Polybe, historien grec du IIe siècle av. J.-C., raconte qu'en 334 av. J-C., Enhalon est conquise par Philippe II de Macédoine, en même temps que Lychnidos (Ohrid) et d'autres villes situées au bord du lac.
Enhalon fait partie du royaume de Macédoine jusqu'en 148 av. J-C., date à partir de laquelle elle est occupée par les Romains. Ceux-ci font passer la Via Ignatia à proximité de la ville ; cette voie relie Rome à Byzance en passant par Thessalonique. Au IIIe siècle, le Christianisme se répand dans la région. L'évêque d'Antioche Érasme, qui vécut notamment à Ohrid, est considéré comme le premier missionnaire chrétien à être venu à Enhalon.

### Moyen Âge
Au VIe siècle, Enhalon, qui fait partie de l'Empire romain d'Orient, est envahie par la tribu des Brsyatsi, qui rebaptise la ville en Struga. Ce nom viendrait d'un mot désignant soit « la tonte les moutons », soit « un passage pour les moutons à travers une barrière », soit « le bras d'une rivière ».
La légende dit qu'au IXe siècle Clément d'Ohrid aurait fondé une école à Struga. Plus tard, au Xe siècle, le tsar Samuel, qui avait fait d'Ohrid sa capitale, fit construire à Struga une église, dédiée à saint Georges. Selon la princesse byzantine du XIIe siècle Anna Komnena, Samuel aurait également fait construire cent ponts sur le Drin noir. Enfin, au XIe siècle, Struga est mentionnée pour la première fois par écrit.

### Époque moderne

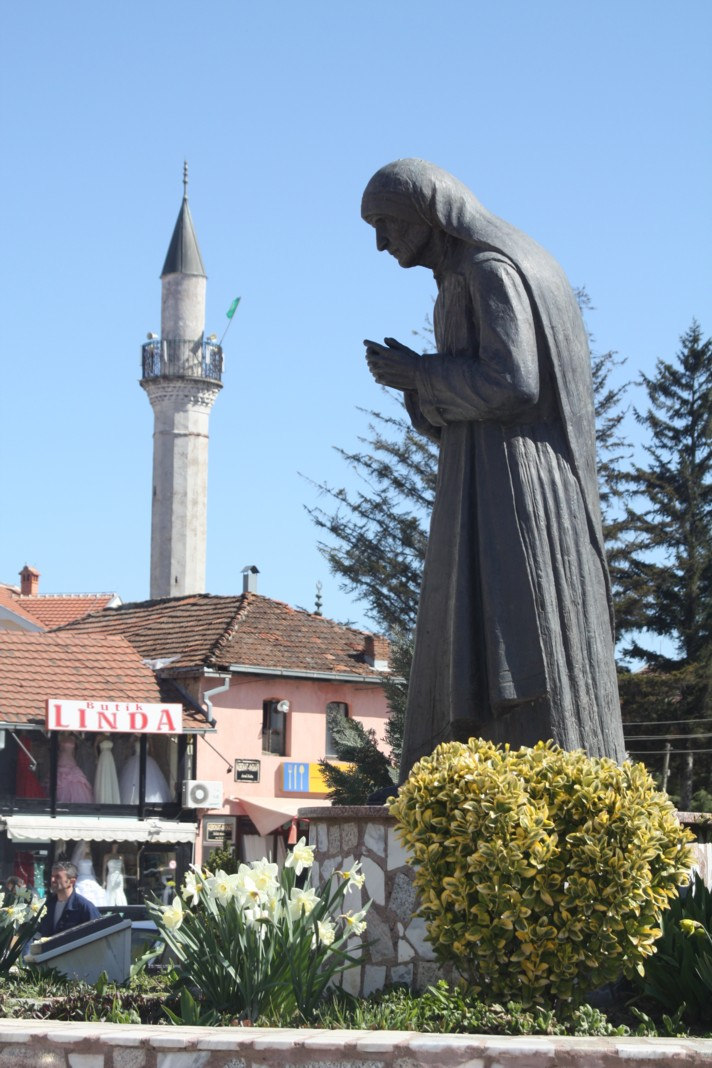
Le minaret de la mosquée de Struga et la statue de Mère Teresa.

À partir du XVe siècle, Struga, ainsi que toute la Macédoine, est incluse dans l'Empire ottoman. En 1591, un auteur appelé Bernard visite la ville et la décrit comme une halte pour les caravanes, avec des auberges. Evliya Çelebi, le plus grand voyageur et écrivain ottoman, visite quant à lui Struga en 1671. Il écrit que la ville, située au bord du lac, est constituée de 300 maisons, il y a trois auberges et quarante magasins. Struga est alors connue pour être un grand centre de pêche d'anguilles et le gouverneur turc de l'époque, Eminaga, a alors construit un grand pont sur le Drin noir ainsi qu'un palais, où il réside.
Evliya Çelebi parle également de la foire de Struga, qui se tient deux fois par an et attire à chaque fois 50 000 visiteurs. Elle dure dix jours et 300 magasins sont installés pour l'occasion.

### Époque contemporaine

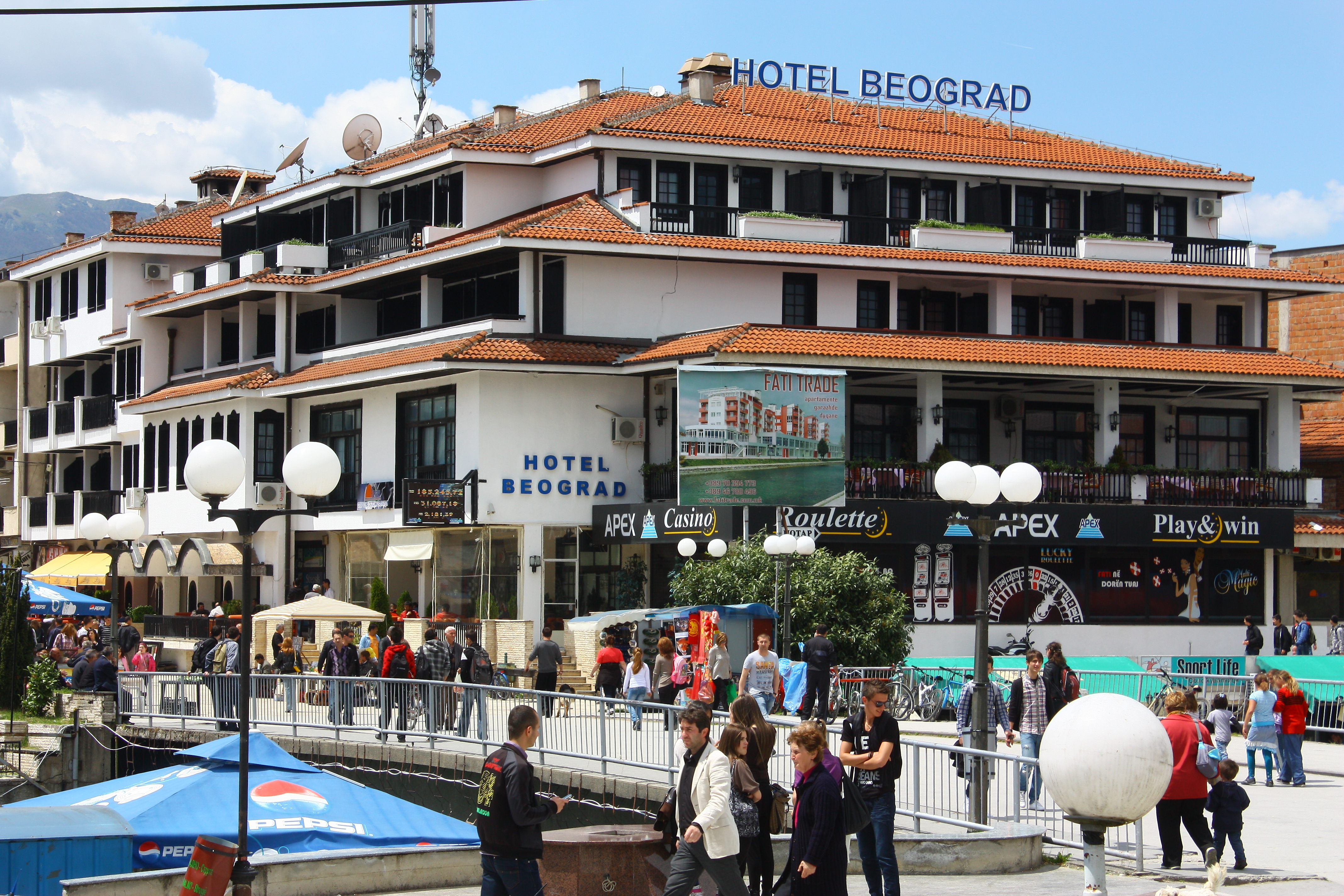
L'hôtel Beograd, dans le centre-ville.

Au XIXe siècle naissent à Struga les frères Miladinov. Ces derniers, fervents défenseurs du peuple macédonien, ont collecté leur vie durant des dizaines de chansons populaires locales, qu'ils ont publiées avant d'être arrêtés par les Turcs puis emprisonnés à Istanbul en 1862.
Les habitants de Struga, marqués par les faits de ces héros, suivent rapidement les chefs révolutionnaires et participent activement à l'insurrection d'Ilinden en 1903, dirigée contre l'occupant ottoman.
Après la Seconde Guerre mondiale, Struga se développe très rapidement et de nombreux bâtiments sont construits, parmi lesquels des hôtels, destinés à accueillir les nombreux touristes qui se rendent chaque année dans la ville.
En 1962, en souvenir des frères Miladinov, les autorités locales ont créé les Soirées poétiques de Struga, évènement d'importance nationale en Macédoine du Nord.

## Administration
La commune est administrée par un conseil élu au suffrage universel tous les quatre ans. Ce conseil adopte les plans d'urbanisme, accorde les permis de construire, il planifie le développement économique local, protège l'environnement, prend des initiatives culturelles et supervise l'enseignement primaire. Le conseil compte 27 membres. Le pouvoir exécutif est détenu par le maire, lui aussi élu au suffrage universel. Depuis 2005, le maire de Struga est Ramiz Merko, né en 1957.
À la suite des élections municipales de 2009, le conseil de Struga était composé de la manière suivante :
| Parti                                                               | Sièges |
| ------------------------------------------------------------------- | ------ |
| Union démocratique pour l'intégration (BDI)                         | 8      |
| Parti démocratique pour l'Unité nationale macédonienne (VMRO-DPMNE) | 6      |
| Parti démocrate albanais (PDSH)                                     | 4      |
| Union sociale-démocrate de Macédoine (SDSM)                         | 3      |
| PEI                                                                 | 3      |
| ND                                                                  | 2      |
| LDP                                                                 | 1      |

## Démographie

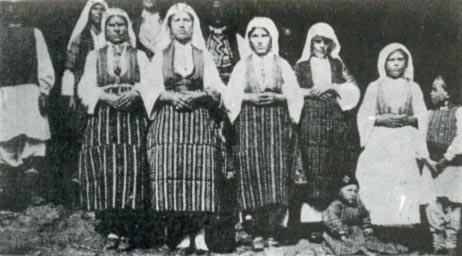
Femmes des environs de Struga en 1909.

Lors du recensement de 2002, Struga n'a pas les mêmes limites qu'aujourd'hui puisqu'elle a annexé Loukovo, Delogojdi, Velechta et Labuništa en 2004. Ensemble, les cinq communes comptaient 65 375 habitants en 2002.
En 2004, le taux de natalité était évalué à 10,2 ‰ et le taux de mortalité à 7,5 ‰. Ces chiffres placent la commune dans la moyenne macédonienne.
Toujours selon le recensement de 2002, l'âge moyen des habitants est 33,1 ans. 36,2 % des habitants ont moins de 20 ans et 11,7 % ont plus de 60 ans.
La commune se caractérise par une majorité albanaise (56,5 %) ; cette majorité possède, grâce à la Constitution macédonienne, plusieurs droits, comme la possibilité d'avoir des écoles albanaises financées par les autorités locales.
Lors du recensement de 2002, la commune comptait :
- Albanais : 36 092 ;
- Macédoniens : 20 336 ;
- Turcs : 3 628 ;
- Valaques : 656 ;
- Roms : 116 ;
- Serbes : 106 ;
- Bosniaques : 103 ;
- autres : 2 402.

Lors du recensement de 2002, la ville comptait :
- Macédoniens : 8 901 ;
- Albanais : 5 293 ;
- Turcs : 907 ;
- Valaques : 550 ;
- Roms : 87 ;
- Serbes : 72 ;
- Bosniaques : 16 ;
- autres : 723.

## Culture locale et patrimoine

### Lieux et monuments

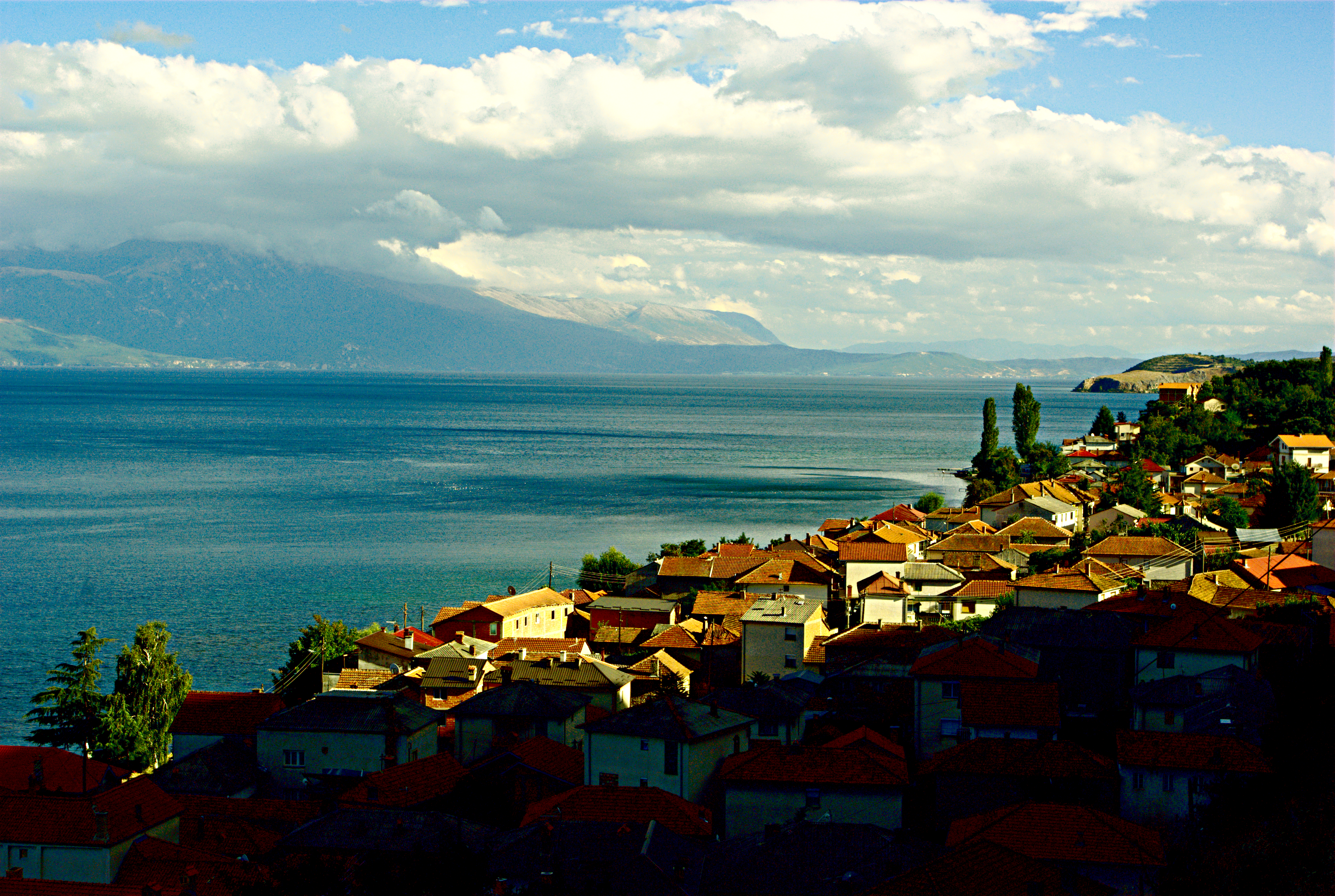
Le village de Radojda et le lac d'Ohrid.

En plus des plages sur le lac d'Ohrid, classé sur la liste du patrimoine mondial de l'Unesco depuis 1979, Struga possède un important patrimoine culturel qui fait d'elle une grande destination touristique.
La ville, comparable à Ohrid ou à Kruševo, arbore une architecture typiquement macédonienne. Son musée conserve les différents vestiges préhistoriques et antiques découverts sur le territoire de la commune, comme un casque en bronze datant du royaume de Macédoine.
L'église Saint-Anastase de Kalichta, située à l'intérieur d'un piton rocheux dominant de lac d'Ohrid est un des sites les plus visités de la commune. Il s'agit d'une église troglodyte, creusée au XIVe siècle. Elle est célèbre pour sa situation atypique et ses fresques qui couvrent la totalité des murs. Elles ont été réalisées dans les années 1360 et illustrent des moments de la vie du Christ, comme l'Annonciation ou la Crucifixion. Des Saints, comme Clément d'Ohrid, sont également représentés.
Les villages de Radolichta, Oktisi et Delogojdi possèdent chacun une basilique paléochrétienne, datant des Ve et VIe siècles. Les basiliques de Radolichta et d'Oktisi sont particulièrement remarquables pour leurs mosaïques, qui recouvrent le sol. À Oktisi, la mosaïque du narthex représente l'entrée du paradis et à Radolichta, le naos est orné d'une anguille, symbole ancestral du lac d'Ohrid mais aussi du Christ (ichtus « poisson » en grec, étant l'acronyme de Iesus Christos Theos Uios Soter).
L'église de Vranichté, datée des IXe et Xe siècles, est, avec les églises d'Ohrid et de Prespa, le seul monument religieux témoin du règne du tsar Samuel en Macédoine du Nord. L'église Saint-Georges de Struga, construite au XIIIe siècle à l'emplacement de la première église commandée par l'empereur bulgare, conserve la plus vieille icône de la ville, réalisée en 1267.
De l'époque ottomane, Struga conserve deux monuments intéressants. Les bains, de taille restreinte, sont très bien conservés et tout à fait représentatifs de ceux qui furent construits en Macédoine. Le Halveti Teke, monastère musulman, établi au début du XVIIIe siècle, est lui aussi demeuré dans son intégralité. Il est composé de cinq chambres, d'une mosquée, de deux auberges et d'une salle de réception.
L'arrière-pays de la ville est étendu sur le massif de la Jablanica et sur les collines du Drimkol et il est resté relativement sauvage, avec de grandes forêts.

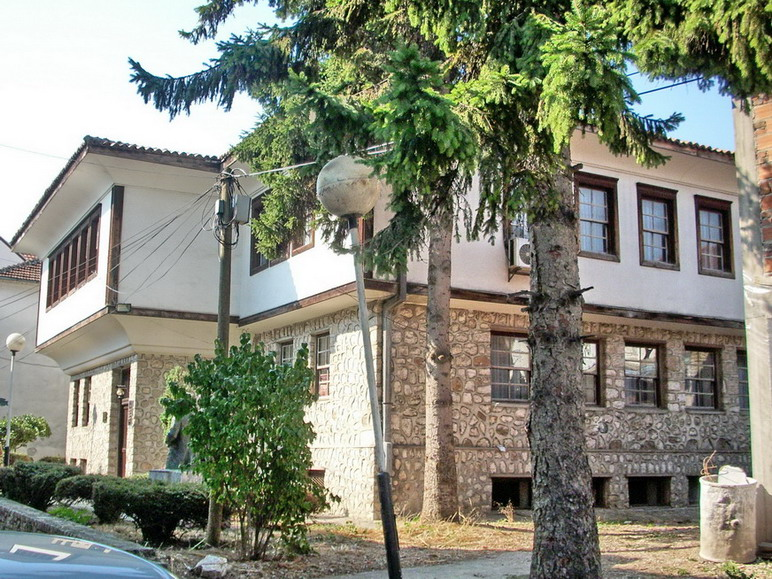
La maison des Frères Miladinov, écrivains du XIXe siècle.
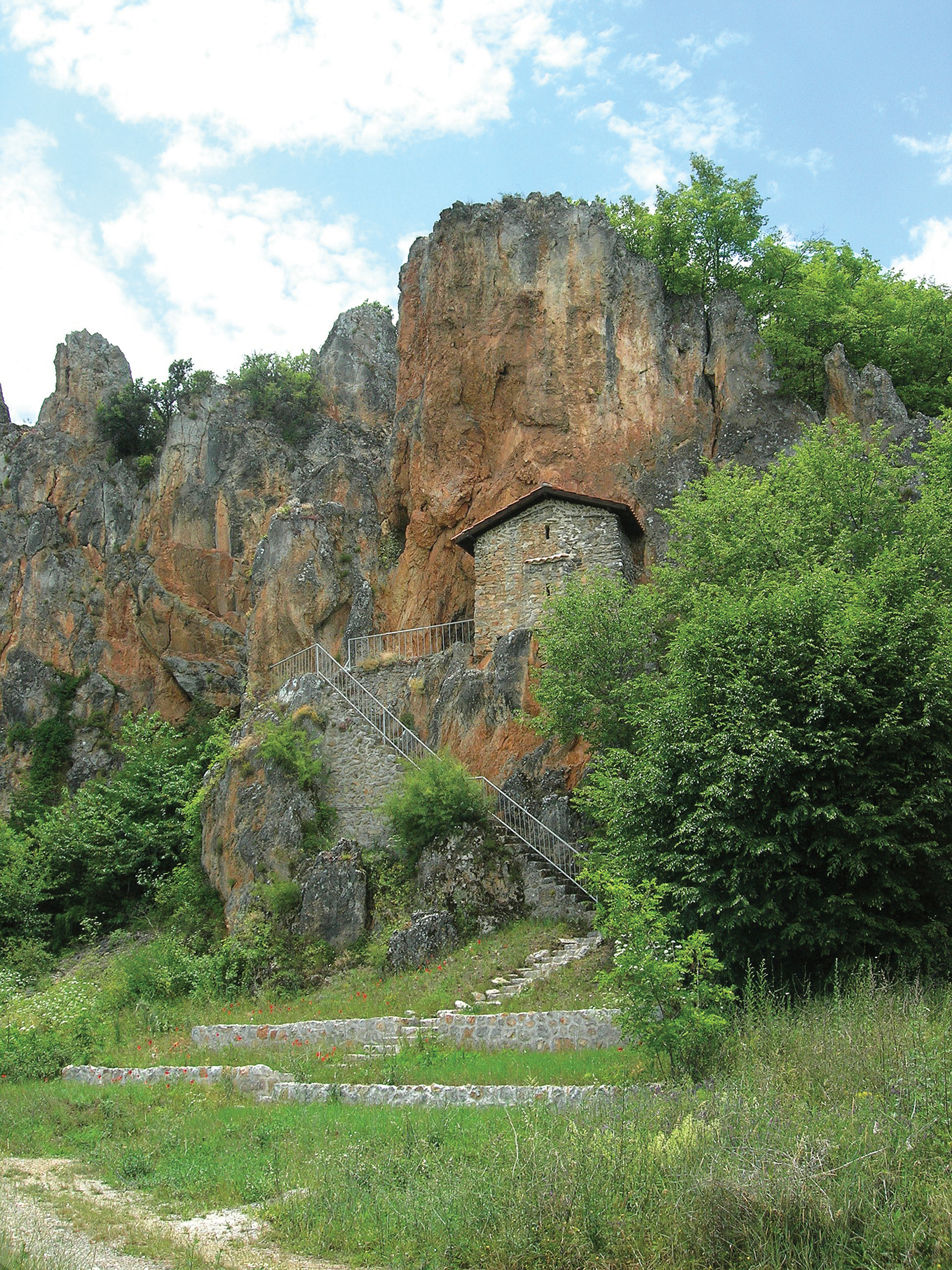
L'église troglodyte de Saint-Athanase de Kalichta.
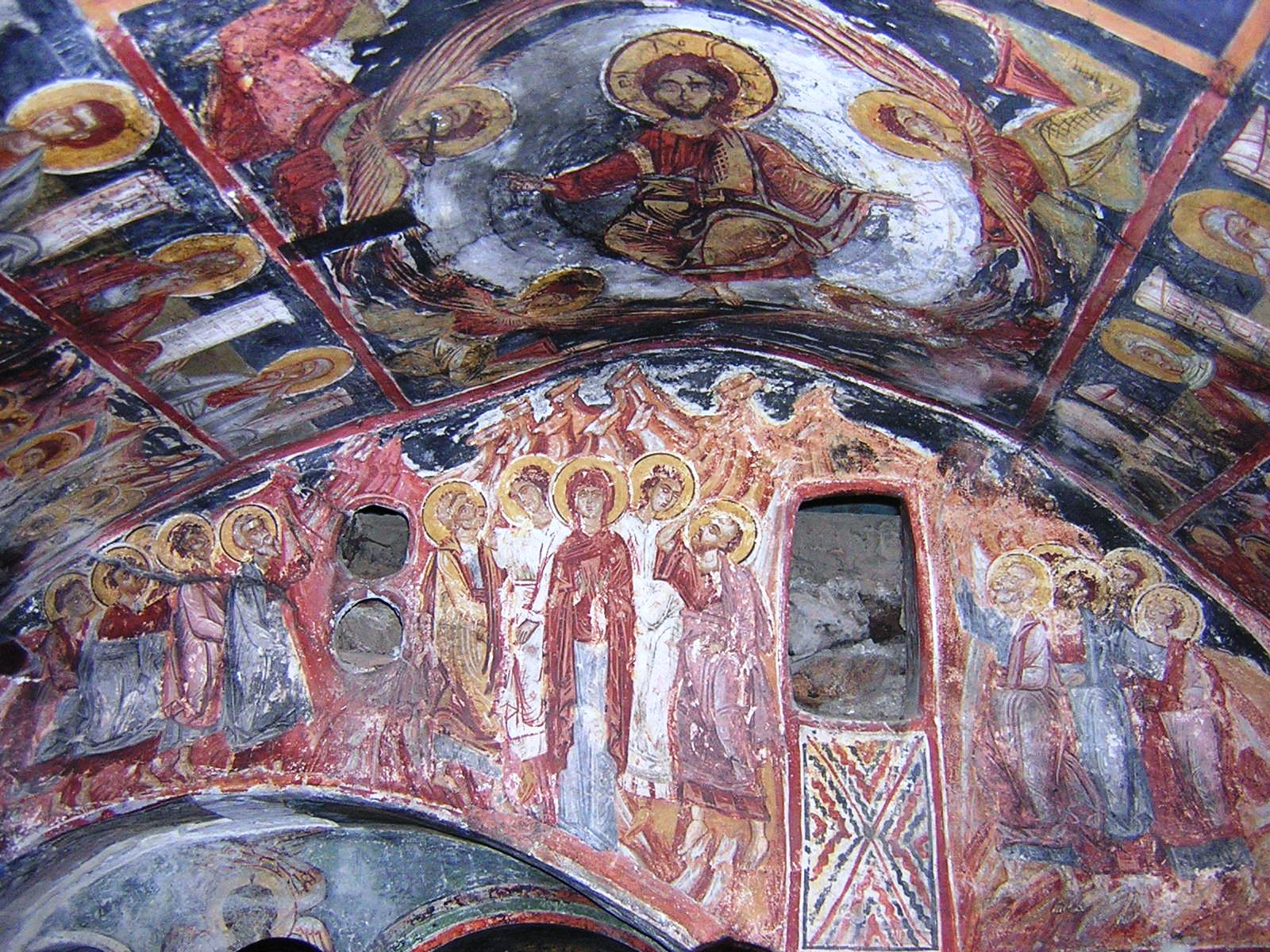
Fresques de l'église Saint-Athanase.
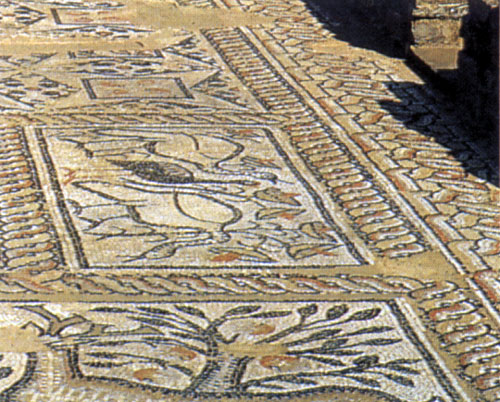
Mosaïque de la basilique d'Oktisi.
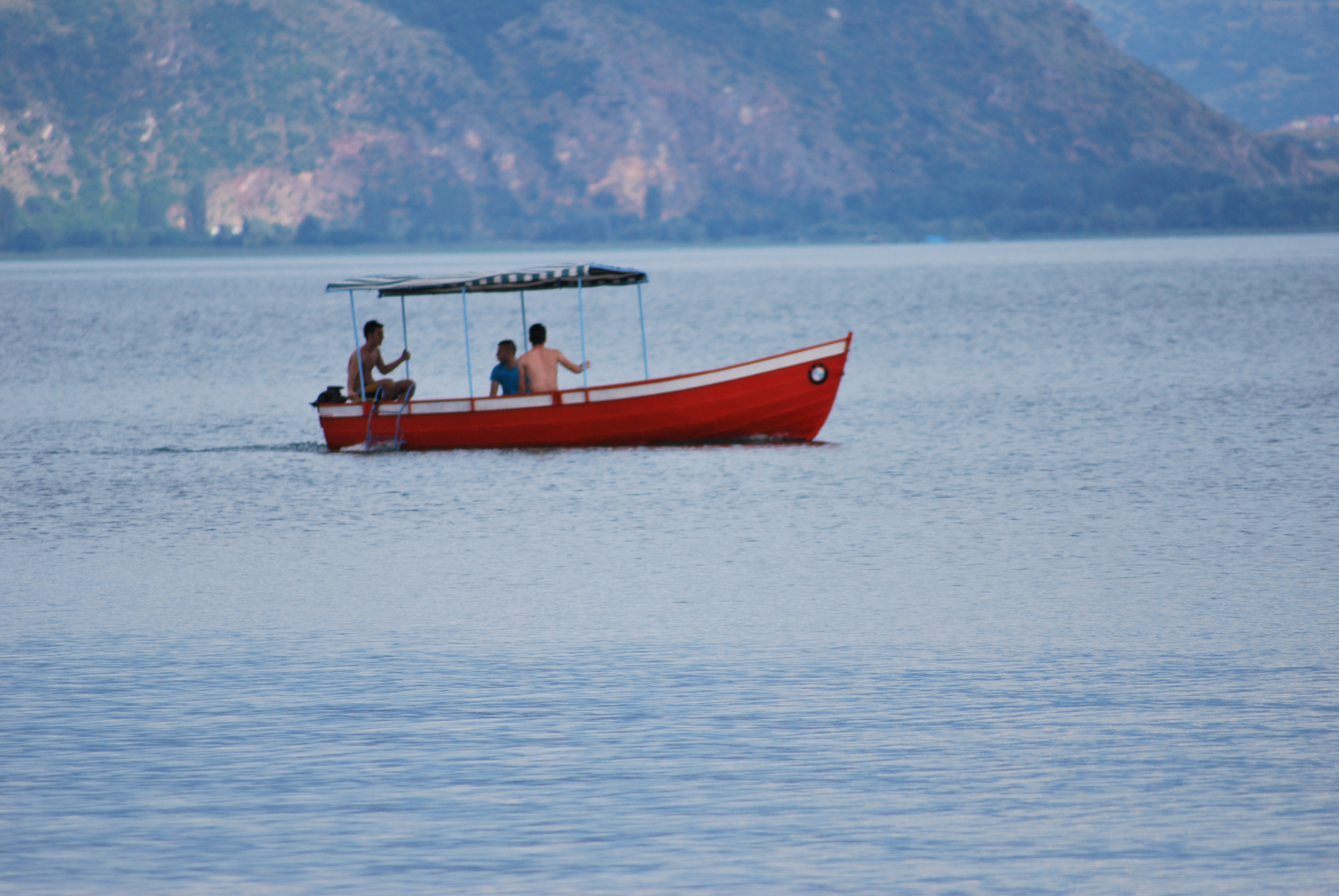
Bateau sur le lac d'Ohrid.

### Manifestations culturelles et festivités

Logo des Soirées poétiques.

Les Soirées poétiques de Struga (en macédonien : Струшки вечери на поезијата) existent depuis 1962. Elles avaient alors pour but de fêter le centenaire de la publication du recueil de poèmes et de chansons des frères Miladinov. Le festival est devenu international en 1965 et en 1966 ont été créées les Couronnes d'Or, qui récompensent chaque année le meilleur poète présent. Le festival dure de 3 à 5 jours et se tient traditionnellement au mois d'août.